# Die verlorene Ehre der Katharina Blum
Die verlorene Ehre der Katharina Blum is een West-Duitse dramafilm uit 1975 onder regie van Volker Schlöndorff en Margarethe von Trotta. De film is gebaseerd op de gelijknamige roman uit 1974 van Heinrich Böll. 

## Verhaal
De jonge Katharina Blum ontmoet Ludwig en zij brengen samen de nacht door. De volgende morgen wordt Katharina gewekt door de politie. Ludwig blijkt een terrorist te zijn en hij is intussen verdwenen. Katharina wordt door de politie gearresteerd op verdenking van terrorisme en haar reputatie wordt aangevallen door de Duitse sensatiepers.

## Rolverdeling
| Acteur                | Personage             |
| --------------------- | --------------------- |
| Angela Winkler        | Katharina Blum        |
| Mario Adorf           | Commissaris Beizmenne |
| Dieter Laser          | Werner Tötges         |
| Jürgen Prochnow       | Ludwig Götten         |
| Heinz Bennent         | Dr. Blorna            |
| Hannelore Hoger       | Trude Blorna          |
| Rolf Becker           | Hach                  |
| Harald Kuhlmann       | Moeding               |
| Herbert Fux           | Weninger              |
| Regine Lutz           | Else Woltersheim      |
| Werner Eichhorn       | Konrad Beiters        |
| Karl-Heinz Vosgerau   | Sträubleder           |
| Angelika Hillebrecht  | Mevr. Pletzer         |
| Horatius Haeberle     | Dr. Korten            |
| Henry van Lyck        | Karl                  |
| Leo Weisse            | Schönner              |
| Walter Gontermann     | Pater Urbanus         |
| Hildegard Linden      | Hedwig Plotten        |
| Stephanie Thoennessen | Claudia Stern         |
| Josephine Gierens     | Hertha Scheumel       |
| Peter Franke          | Dr. Heinen            |
| Achim Strietzel       | Lüding                |